# Gera Marina
Gera Marina (Szeged, 1984. június 29. –) Nemzetközi Emmy-díjas és Jászai Mari-díjas magyar színésznő.

## Életút
A szegedi Tisza-parti Általános iskolába járt, majd a budapesti Vörösmarty Mihály Gimnáziumban érettségizett. 2008-ban végzett a Színház- és Filmművészeti Egyetemen. 
2008-2009 között a Szputnyik Hajózási Társaság társulatának tagja lett, majd 2009-től szabadúszó.

## Film és televíziós szerepei
- Csak 18 éven felülieknek (2011)
- Fürdő (2013)
- Senki szigete (2014)
- Szabadesés (2014)
- Munkaügyek (2014)
- Aranyélet (2017)
- A pince (2017)
- Örök tél (2018)
- Holnap Tali! (2018)
- Nino bárkája (2019)
- A fekete pók (2022)
- Hunyadi (2025)

## Díjai és kitüntetései
- Nemzetközi Emmy-díj (2019)
  - díj: legjobb színésznő (Örök tél)[6]
- Jászai Mari-díj (2020)